# تشالة سياة (زرين دشت)
تشالة سياة (بالفارسية: چاله سیاه) هي قرية تقع في إيران في قسم زرين دشت الريفي. يقدر عدد سكانها بـ 61 نسمة .